# 全国漁協オンラインセンター
株式会社全国漁協オンラインセンター（ぜんこくぎょきょうオンラインセンター）は、東京都昭島市にある、信用事業を営む県一漁業協同組合・各都道府県の信用漁業協同組合連合会（信漁連）並びにこれらの関係団体に関する金融業務のオンラインシステムの開発・運営を行っている情報システム開発会社。略称は『JF全オン』あるいは『全オン』である。

## 所在地
- 東京都昭島市武蔵野三丁目5番3号  農林中金昭島センター内

## 沿革
- 1987年7月 - 株式会社全国漁協オンラインセンターが発足。
- 1987年12月 - 勘定系ホスト機器（M760/6）を導入。
- 1989年5月 - 貯金オンラインシステムが稼働。
- 1989年8月 - 為替オンラインシステムが稼働。
- 1990年4月 - 都道府県内の貯金ネットシステムが稼働。
- 1990年10月 - 漁協カードローンシステムが稼働。・勘定系ホスト機器が（M760/10）にバージョンアップする。
- 1990年11月 - 国民年金自動振替の取扱を開始。
- 1992年4月 - 貸出システム・ファイル伝送システムが稼働。
- 1992年6月 - 貯蓄貯金・スーパー積金システムが稼働。
- 1993年5月 - 勘定系ホスト機器が（M1800/10R）に更改。
- 1993年6月 - 定期貯金金利の完全自由化に対応。
- 1993年11月 - 全国漁協貯金ネットサービスが稼働。通信回線をDDXからINSに切替。
- 1994年5月 - 日計システムが稼働。山口県信漁連（現：JF山口県）が全オンに加入。
- 1994年11月 - 流動性貯金の金利自由化に対応。
- 1995年10月 - 漁協積立貯金システム（I型）が稼働。
- 1995年11月 - 第4次全銀為替システムが稼働。国税自動振替の取扱を開始。
- 1996年4月 - バックアップシステムを構築。
- 1996年6月 - 情報系システム（モデル県など）が稼働。
- 1996年10月 - 漁協積立貯金システム（II型）が稼働。
- 1996年11月 - 変動金利貸出システムが稼働。
- 1997年10月 - 漁協貯金・農協貯金ネットサービス提携システムが稼働。
- 1998年4月 - 勘定系レベルアップシステム（第一段）が稼働。
- 1998年10月 - 漁協貯金ATMが全県への設置が完了。信漁連MICS加盟・漁協系統Mネットサービスが稼働。
- 1999年10月～2000年2月 - 2000年問題に関わるシステムフリーズが発生。
- 2000年1月 - 2000年問題に対応する。
- 2000年2月 - 勘定系ホスト機器が（GS8300/300）に更改。勘定系レベルアップシステム（第二段）が稼働。
- 2000年10月 - 郵便貯金（現：ゆうちょ銀行）とのATM・CD相互出金提携を開始。日計システムの機能を強化。
- 2001年1月 - 住宅金融公庫総合オンライン対応システムが稼働。
- 2001年7月 - デビットカードの取扱を開始。全オンネット（全国共通照会窓口機能）窓口を設置。システム統合基本計画書を承認。
- 2001年10月 - 新端末機を開発。
- 2001年11月 - 変動貸出利率管理の機能を強化。
- 2002年3月 - 定時定額自動送金に対応。貯保名寄データ提供に対応。
- 2002年7月 - JFマリンネットバンクが稼働。
- 2002年10月 - 新自動機を開発。還元帳票のペーパーレス化に対応。
- 2003年11月 - 基本機能強化による開発。第5次全銀システムに対応。
- 2004年1月 - 北海道信漁連とのシステム統合を実施。新MICSシステム・マルチペイメントネットワークに対応。
- 2004年9月 - 一県一漁協に対応。
- 2005年1月 - 自動振替処理の機能を強化。
- 2005年4月 - 小規模店舗システム・通帳印字機能を強化。
- 2005年8月 - 一県一漁協への2次対応。
- 2005年11月 - セブン銀行ATMとの出金提携に対応。
- 2006年1月 - 老人マル優の廃止に対応。
- 2006年3月 - 端末番号の仕様変更に対応。
- 2006年5月 - 通帳印字などの機能を強化。
- 2006年11月 - センター機器施設の移転・機器更改基本計画書を策定。
- 2007年5月 - 郵便貯金・セブン銀行ATMとの入金提携に対応。
- 2008年2月 - ICキャッシュカード・自動機機能強化・キャッシュカードセキュリティコード追加に対応。
- 2009年1月 - 当センターの所在地を昭島市に移転。

## 事業内容
- 全国に34ある信漁連と信用を営む県一漁協・これらの関係団体の金融業務に関するコンピューターによる処理
- オンラインシステムの開発・運営・運用 など

## 出資者
- 北海道信用漁業協同組合連合会
- 東日本信用漁業協同組合連合会
- 宮城県漁業協同組合
- 京都府信用漁業協同組合連合会
- なぎさ信用漁業協同組合連合会
- 西日本信用漁業協同組合連合会
- 漁業協同組合JFしまね
- 広島県信用漁業協同組合連合会
- 山口県漁業協同組合
- 徳島県信用漁業協同組合連合会
- 愛媛県信用漁業協同組合連合会
- 九州信用漁業協同組合連合会
- 大分県漁業協同組合